# TERA-Gewehr
Das TERA-Gewehr (jap. テラ銃, Tera-jū, kurz für 挺進落下傘小銃, Teishin Rakkasan Shōjū, dt. etwa Luftsturm-Fallschirm-Gewehr) war ein Konzept der Fallschirmtruppe des Kaiserlich Japanischen Heeres, ihre Fallschirmjäger mit einem zerlegbaren Gewehr auszustatten, das beim Sprung aus dem Flugzeug getragen werden konnte. Zwischen 1940 und 1942 wurden die Gewehre Typ 100, Typ 1 und Typ 2 entwickelt.

## Entwicklung
Während des Pazifikkrieges verwendeten die Fallschirmjäger des Heeres und der Marine meistens die gleichen Waffen wie die Infanterie. Nur bei wenigen Ausnahmen kamen speziell an die Einsatzanforderung angepasste Waffen zum Gebrauch. Bei den sogenannten TERA-Gewehren sollte eine zerlegbare bzw. einklappbare Version dem Fallschirmjäger die Möglichkeit geben, diese beim Absprung aus dem Flugzeug zu tragen (ein Gewehr in ganzer Länge hätte den Soldaten bei der Landung verletzen können). Obwohl 1940 mit der Entwicklung der TERA-Gewehre begonnen wurde, kamen erst 1943 erste Modelle zum Einsatz.

## Modelle

### Typ 100
Das erste TERA-Gewehr war das Typ-100-Gewehr. Die Bezeichnung Typ 100 bezieht sich auf das Jahr der Einführung innerhalb des japanischen kalendarischen Schemas im Jahre 2600 – im gregorianischen Kalender das Jahr 1940. Es basierte auf dem Typ-99-Gewehr und war in zwei Teile zerlegbar. Es wurden lediglich Prototypen angefertigt.

### Typ 1
Der Typ 1 basierte auf dem Typ-44-Karabiner (Entwicklung 1941) und hatte eine einklappbare Schulterstütze. Diese erwies sich jedoch als nicht zuverlässig und der Status des Typ 1 ging nicht über den eines Prototyps hinaus.

### Typ 2
1942 wurde der Typ 2 entwickelt, das auf der kurzen Version des Typ-99-Gewehrs basierte und in zwei Teile zerlegbar war. Etwa in der Mitte des Typs 2 befand sich ein ca. 10 mm dicker Stift, der beide Hälften zusammenhielt. Dieser markante Stift hatte bei der Typ-100-Version noch gefehlt und gab dem Typ 2 die nötige Stabilität. Dort, wo die Waffe zusammengefügt wurde, war der Holzschaft mit Metall verstärkt. Ein ca. 5 cm langer Teil des Gewehrlaufes ragte aus dem Vorderteil der Waffe heraus und wurde in das Waffenhinterteil gesteckt. Danach wurde der Stift von rechts im Waffenhinterteil eingesteckt, der den eingeschobenen Gewehrlauf arretierte. Anschließend war der Typ 2 einsatzbereit.
Der Typ 2 verschoss 7,7 × 58-mm-Arisaka-Patronen, die über ein 5-Schuss-Magazin in die Waffe eingeführt wurden. Ein ausschließlich für den Typ 2 entworfenes Typ-1-Bajonett konnte vorne auf den Gewehrunterlauf aufgepflanzt werden. Um dem Schützen im Liegen ein akkurateres Zielen zu ermöglichen, war ein einklappbares Einbein unterhalb des Gewehrlaufs angebracht. Zwischen 1943 und 1945 wurden 19.000 Typ 2 produziert.